# Kaidan Alenko
Kaidan Alenko è un personaggio principale della serie di videogiochi Mass Effect. È membro della squadra di Shepard in Mass Effect e, opzionalmente, in Mass Effect 3.

## Caratteristiche
Nato in una famiglia già a stretto contatto con lo spazio in quanto il padre ha servito nell'Alleanza, Kaidan sin dalla nascita mostra grande potenziale biotico per via di un incidente che ebbe sua madre mentre era incinta, che espose il figlio a elemento zero. In quegli anni gli umani stavano solo iniziando a sperimentare il potenziale biotico su di loro, e ancora giovane Kaidan fu inserito in un programma della Conatix Industries tenuto nella stazione Gagarin (soprannominata "Jump Zero"), oltre Plutone, che raccoglieva a sé coloro che erano stati accidentalmente esposti all'elemento zero e che quindi avevano sviluppato queste capacità, implementando sui migliori candidati degli impianti che avrebbero permesso un migliore controllo dei poteri biotici, causando però come effetti collaterali forti mal di testa, menomazioni mentali, pazzia e, in alcuni casi, cancro al cervello e quindi morte. Kaidan fu uno dei sopravvissuti, e in quanto tale è uno dei pochi umani con impianti biotici L2 (messi successivamente fuori legge per la loro pericolosità). Al suo arruolamento nell'Alleanza li venne proposto un cambiamento da impianti L2 a impianti L3, più sicuri, ma egli rifiutò.
Oltre a poter contare su discreti poteri biotici, Kaidan possiede anche alcune abilità tecnologiche, rendendolo il membro più adatto al ruolo di sentinella.

## Storia

### Mass Effect: Foundation
Nel 2169 il progetto in cui Kaidan era coinvolto chiuse in seguito alla morte di uno degli insegnanti Turian, Vyrnnus, ucciso proprio da Alenko dopo l'ennesima scena di violenza da parte sua, che in quanto avverso alla specie umana abusava della sua posizione per maltrattare gli allievi. In quel caso il Turian aveva rotto un braccio a una compagna di Kaidan, Rahna, di cui il ragazzo era profondamente invaghito. In seguito a questi fatti, però, Rahna non volle più parlare con Kaidan, e la loro relazione finì ancor prima di poter iniziare.

### Mass Effect
Nel primo capitolo della serie di videogiochi, Kaidan fa parte della Normandy in qualità di tenente, e con il comandante Shepard partecipa alla missione contro lo Spettro traditore Saren e i Geth al suo comando. Nel caso Shepard sia femmina, si può intrattenere una relazione amorosa con lui, in alternativa all'Asari Liara. Durante la missione su Virmire, verso la fine del gioco, Shepard è costretto a scegliere se accorrere in aiuto di Kaidan o di Ashley, entrambi assediati dai Geth. Se Shepard sceglie di andare ad aiutare Ashley, Kaidan muore in seguito all'attacco incessante dei Geth o, se lo si è precedentemente lasciato a guardia della bomba armata dall'equipaggio di Shepard, si farà esplodere insieme al laboratorio di Saren per garantire il successo della missione.

### Mass Effect 2
Se sopravvissuto alla missione su Virmire, Kaidan rimane sulla Normandy sotto il comando di Shepard sino all'attacco dei Colletori alla nave, in seguito alla quale quest'ultima viene distrutta e il comandante Shepard perde la vita. Alenko rimane quindi nell'Alleanza, dove nel giro di due anni viene promosso a comandante. Una volta tornato in vita grazie a Cerberus, Shepard incontra Kaidan sulla colonia umana di Horizon, appena attaccata dai Collettori. Kaidan non apprezza il cambio di bandiera del suo ex comandante, e rifiuta seccamente la proposta di Shepard a tornare a far parte del suo equipaggio. Se Shepard femmina ha avuto una relazione con Kaidan due anni prima, questi le manderà successivamente un messaggio dove si scusa per il suo brusco comportamento dovuto allo shock di rivederla viva e a quanto ha sofferto per la sua morte, aggiungendo di stare attenta durante la sua missione contro i Collettori.

### Mass Effect 3
Shepard incontra nuovamente Kaidan a Vancouver, alla sede principale dell'Alleanza, dove scopre che è stato promosso a maggiore. Dopo l'attacco dei Razziatori alla Terra, Shepard lascia il pianeta con il soldato James Vega, Alenko e il resto dell'equipaggio della Normandy per andare a chiedere supporto al resto della Galassia. Giunti su Marte per prelevare Liara T'Soni, incontrano resistenza da parte delle truppe di Cerberus. Kaidan rimane gravemente ferito a causa dell'aggressione di Eva Coré, un potente mech che si era infiltrata nella base scientifica locale sotto i panni di una comune scienziata. In seguito Kaidan viene ricoverato all'Huerta Memorial Hospital della Cittadella, dove si riprende gradualmente. Durante il suo ricovero gli viene proposto dal consigliere umano Udina lo status di Spettro che, dopo una breve conversazione con Shepard, accetta.
Fa la sua apparizione successiva durante l'attacco di Cerberus alla Cittadella, durante la quale prende le difese del Consiglio (Udina compreso) e lo scorta sino alle navette di salvataggio, che però sono state messe fuori uso. Viene raggiunto da Shepard, che sa che Udina è in combutta con Cerberus e vuole far assassinare gli altri membri del Consiglio. Dipendentemente dal legame creatosi tra Shepard e Kaidan nel corso delle prime fasi di gioco, si possono creare due diverse situazioni:
- Kaidan crede a Shepard e, se non lo fa il comandante, uccide Udina che stava per sparare alla consigliera Asari
- Kaidan non crede a Shepard e viene ucciso dal comandante o da uno dei membri della sua squadra mentre sta per fare fuoco

Se si verifica il primo avvenimento, dopo l'attacco Kaidan raggiunge Shepard all'hangar della Normandy per parlargli. In questa occasione, il comandante può decidere se proporgli o meno l'unione alla sua squadra, che Alenko accetterà volentieri.

## Curiosità
- Kaidan è l'unico personaggio nella serie con cui si può intrattenere una relazione sia eterosessuale che omosessuale[1].
- I genitori di Kaidan sono originari di Vancouver, Canada.